# Чунг Вујанг
Чунг Вујанг (кореј. 정우영; 14. децембар 1989) јужнокорејски је фудбалер који тренутно наступа за Ал Сад и репрезентацију Јужне Кореје на позицији централног везног фудбалера.

## Клупска каријера
Каријеру је почео 2011. године, у редовима јапанског друголигаша Кјото Санге. Задржао се двије сезоне, након чега је прешао у редове прволигаша Џубило Ивате. Дебитовао је 2. марта 2012, у ремију са Нагојом, у утакмици у којој је добио жути картон. У утакмици трећег кола, против Јокохаме, добио је директан црвени картон у 69. минуту. Играо је на само 13 утакмица у сезони, након чега је прешао у Висел Кобе.
У новом клубу дебитовао је на утакмици првог кола, против Кавасакија, која је завршена ремијем 2:2. Први гол постигао је у побједи 3:0 над Токушимом, у оквиру седмог кола; гол је постигао и у осмом колу, у побједи над Кашимом 3:2, Вујанг је постигао гол за 1:1. Постигао је гол у оквиру 30 кола, у побједи над Омија Ардијом 2:1. У Висел Кобеу провео је још једну сезону, у којој није постигао гол.
На крају сезоне 2015, прешао је у кинески Чунцин Дандај Лифан. Дебитовао је на утакмици првог кола Суперлиге, против Гуанџоу Еверграндеа, гдје је Чунцин побиједио 2:1. Вујанг је био стандардан цијеле сезоне, а једини гол постигао је у побједи 3:0 на гостовању Хенану. У сезони 2017. није играо сваку утакмицу, постигао је два гола: у поразу од Тијањина 2:1, гдје је постигао гол за вођство Чунцина, док је други гол постигао у наредном колу, у ремију 2:2 са Гуанџоу Еверграндеом, Вујанг је постигао први гол на мечу.
На крају сезоне вратио се у Висел Кобе, гдје је одиграо 12 утакмица. Постигао је гол већ на првој утакмици, у поразу од Шимизу Пулсеа 4:2. Постигао је гол и у побједи над Нагојом 3:0. У љетњем прелазном року прешао је у катарски Ал Сад.

## Репрезентативна каријера
За репрезентацију Јужне Кореје дебитовао је на Олимпијским играма 2012, гдје је играо у полуфиналу, у поразу од Бразила 3:0. Први гол у репрезентацији постигао је 16. децембра 2015. године, у побједи 4:1 над Јапаном, у оквиру првенства Источне Азије.
У мају 2018 нашао се на прелиминарном списку играча за Свјетско првенство 2018 у Русији; а затим се нашао и на коначном списку, објављеном 3. јуна. Играо је на све три утакмице групе Ф: против Шведске, гдје је ушао у игру у 66. минуту, у поразу 1:0; против Мексика је ушао у игру у 77. минуту и добио жути картон, у поразу 2:1; док је против Њемачке одиграо цијелу утакмицу, у побједи Јужне Кореје 2:0. Кореја је првенство завршила на трећем мјесту у групи, са три бода.

### Голови за репрезентацију
| Број | Датум              | Стадион                         | Противник | Погодак за | Резултат | Такмичење                     |
| ---- | ------------------ | ------------------------------- | --------- | ---------- | -------- | ----------------------------- |
| 1.   | 16. децембар 2017. | Стадион Ахиномото, Токио, Јапан | Јапан     | 2:1        | 4:1      | Првенство Источне Азије 2017. |

## Трофеји

### Репрезентација
Јужна Кореја
- Првенство Источне Азије: 2015, 2017.